# История на Венецианската република
Историята на Венецианската република официално започва с раждането на първите политически автономии във Венецианската лагуна и с основаването на Венецианското херцогство от византийците, и завършва с анексирането на Венето от Наполеон, като обхваща период от над хилядолетие.
Венеция е създадена като поредица рибарски селища, които постепенно се обединяват в проспериращ град. През VIII век подобно на другите византийски провинции на Италия, Венеция е издигната в херцогство (Dogado). Географската отдалеченост на имперската столица Константинопол от Равена и нарастващото икономическо развитие позволяват на венецианците да постигнат достатъчна административна автономия, което впоследствие води до раждането на  Венецианска република. За кратко време градът постига политическа и военна хегемония в Адриатическо море и цяло Средиземно море, превръщайки се и в главно морско пристанище и център на икономическия обмен между Европа и Близкия изток. През Средновековието и Ренесанса тя е най-успешната от италианските морски републики, като владее значителни територии както по бреговете на Адриатическо море (Domini di Terraferma), така и Крит и редица острови в Средиземно море (Stato da Màr). Венецианското общество напълно осъзнава величието на своята държава, активно участвайки в международните военни решения и действия, така че от чисто общинска организация и култура във Венеция скоро се формира териториална идентичност и граждански ред с национален характер. Трябва да се отбележи, че от XIV до XVI век Венеция е третият най-населен град в Европа и до  XVIII век е един от първите пет в Европа. Около 1500 г. започва бавен упадък на републиката, свързан с Великите географски открития, отнели ѝ търговската доминация и настъплението на Османската империя към Европа и островите в Средиземно море

## Предистория
Венеция е единственият голям град в Италия, основан след падането на Западната Римска империя. Някои историци определят датата 21 март 421 г. като рождена дата на Венеция, основана от падуанските консули, прогонени от Падуа. Всъщност именно през 421 г. е осветена църквата „Сан Джакомо ди Риалто“, считана за най-старата църква в града днес. Друга предложена дата е 401 г. Той е роден върху останките от периферна система от поселения на римския Регион X, наречен Венеция и Истрия, които започват да се населват с латини, търсещи сигурно място от набезите на германите благодарение на защитата на Византийската империя, присъстваща на територията в различни административни форми от епохата на Юстиниан I. 
През 452 г. хуните унищожават Аквилея и другите градове на Венето и множество бежанци, идващи дори от Рим, търсят подслон на островите във Венецианската лагуна. Населението на Лагуната започва да се самоуправлява с автономни институции, оглавявани от трибуни, избрани от народно събрание.
По време на готската война през 537 г. Венеция изпраща въоръжени кораби в помощ на византийския флот на генерал Велизарий, обсаден в Рим от готите. След победата на византийците византийските територии в Северна Италия към средата на VI век се контролират от Равенския екзархат, създаден през 584 г. След отминалите боеве с готите провинцията е напълно обезлюдена, с полуразрушени градове и изолирани самоуправляващи се комуни.
Нападенията на лангобардите в Северна Италия, започнали през 568 г., отново прогонват местните жители към крайбрежните и лагунните райони, където се развиват нови градски центрове: Градо, Каорле, Ераклеа, Йезоло, Торчело, Риалто, Маламоко, Киоджа и др.  Те са свързани с Равена само по море и изолацията им допринася за тяхното обединение и повишена автономия от екзархата. През 580 г. император Тиберий II се опитва да пренареди териториалната структура, като ги обедини в епархия Анонария, но още през 584 г. император Маврикий отделя венецианските територии от Равена, като ги включва в област Венетикà. Когато главният византийски град Одерцо е превзет от лангобардите през 641, органите на политическата власт се установяват на един от островите на лагуната.

## Основаване като херцогство
Между края на VII век и началото на VIII век, подобно на другите византийски провинции на Италия, Венеция е издигната в херцогство, оглавявано от военен и граждански управител с титлата dux (по-късно дож). Херцог Орсо е третият поред дож, избран през 727 г. в резултат на антивизантийски бунтове. След него поста заемат византийски magister militum и това трае до около 751 г., когато Равенският екзархат пада под натиска на лангобардите. Следват десетилетия на политически борби между отделните селища, които се борят както помежду си за надмощие, така и като про- и антивизантийски фракции, а ситуацията е допълнително усложнена от усилията на папската власт да увеличи влиянието си. Започвайки от 742 г., изборът на дож е окончателно отстранен от имперски контрол, като по този начин се поставя началото на херцогската монархия, която продължава, с възходи и падения, до XI век. В търсене на изход от контрола на византийците дож Обелерио Антенорео (804 – 811) и брат му Беато сключват съюз с франките и предават Венеция във властта на Пипин.
Провизантийските привърженици дожите от семейство Партечипацио прехвърлят седалището на управление на групата острови Риалто. Макар че през 814 г. е сключен франко-византийски договор, гарантиращ на Венеция независимост от франките, той обаче не включва независимост на Венеция от Византия. Въпреки това около 840 – 841 г. дожът сключва международни договори вече от свое име. Това необичайно положение на малкото независимо херцогство, разположено териториално между двете велики империи (Византия и Франкската империя), допринася значително то да си извоюва ролята на търговски посредник.
Гръбнакът на военната сила и жизнеспособността на Венеция са изграждането на търговски и военен флот и установяването и поддържането на търговски морски пътища в източното Средиземноморие. Търговията бързо се развива въпреки сериозните спорове между водещите венециански фамилии по отношение на правомощията на дожа. Нарастването на богатството им допринася за постигане на вътрешна стабилност чрез създаването на по-широка управляваща класа, способна да ограничи неговата власт. Постепенно се развива и национално самосъзнание. От началото на IX век дожите са избираеми, макар и това често да се нарушава по време на граждански вълнения. В крайна сметка групата острови Риалто тържествено се преобразува в град Венеция (на латински: civitas Venetiarum).
През 998 – 1000 г. венецианският флот под командването на дож Пиетро II Орсеоло се притича на помощ на далматинските градове-държави, тормозени от пиратски набези на неретляните. Оттогава Пиетро носи титлата
Dux Dalmatianorum (херцог на Далмация). Започва експанзията на Венеция на изток, която продължава няколко века.
При дож Доменико Флабанико (1032 – 42) започва промяна в системата на управление – възстановено е правото на народа да избира дожа, но под „народ“ се разбират жителите на Риалто и по-точно – избрана група благородници. Изпълнителната власт е поверена на институцията на Curia ducis – политико-административен орган, отговорен за изпълнението на някои политически функции, а законодателното събрание се свиква, за да одобри законите, издадени от дожа. С първия конституционен закон на Венецианската република от 1032 г. започва неудържим процес на ограничаване и отнемане на херцогската власт от зараждащата се търговска аристокрация. По време на дож Доменико I Контарини (1043 – 70), радетел за религиозна независимост на херцогството, венециански търговци докарват от Александрия мощите на Св. Марк и е построена новата църква на Св. Марк, символ на венецианския дух.
Контарини и следващите дожи запазват неутралитет в разгарящия се конфликт между папството и Византия (довел до Голямата схизма), като защитават венецианските икономически интереси в Адриатическо море. Но по-голяма опасност за венецианската търговия представлява норманската експанзия в Южна Италия, където Робер Гискар от рода Отвили заедно с по-малкия му брат Рожер I успяват да освободят Сицилия и Малта от сарацините. За да си осигурят свободно мореплаване, при дож Доменико Селво и наследилия го Витале Фалиер де' Дони венецианците воюват с Робер Гискар в съюз с Византия, но с променлив успех.

## Възход на Венеция

### Преход към република
Между 1140 и 1160 г., вследствие на увеличената си територия и растяща икономика, Венеция прави и революционна стъпка във формата на държавно управление. Властта на дожа започва да намалява: първоначално подкрепян само от няколко съдии, през 1130 г. към него е решено да се добави „Съвет на мъдреците“ (Consilium Sapientium) – бъдещ Висш съвет, съставен от 45 членове, който решава всички политически и административни въпроси. В допълнение към изолирането на духовенството от обществения живот, са създадени нови органи като шестчленен Низш съвет, а административните и съдебните функции са поверени на магистрати. Така дожът загубва монархическия си статут и става чиновник (макар че носи гръмки титли), а властта в държавата преминава към Венецианска комуна (на латински: Commune Veneciarum), т.е. съвкупността от всички събрания, имащи за цел да регулират властта на дожа, подобно на създадените по същото време средновековни комуни в много италиански градове-държави, което е видимо и в появата на термина в гражданските документи. В своята реч при встъпването в длъжност дожът е принуден да декларира лоялност към републиката с херцогската клетва (на латински: promissio domini ducis).

### Отношения с византийците
Географската отдалеченост на имперската столица Константинопол дава възможност Венеция да трупа богатства благодарение на контрола си върху търговията и тя се разширява в Адриатическо море. Тази фаза на експанзия започва при династията Орсеоло, първоначално за борба с пиратите, заплашващи с набезите си крайбрежните брегове на Истрия и Далмация, и води до подчинението им и до признаване от страна на Византия на властта на Венеция над херцогство Далмация.
Към 1071 г. норманите прогонват византийците от последното им адриатическо пристанище в Южна Италия и започват да конкурират венецианците. През 1082 г. те превземат Дуръс и византийският император Алексий I Комнин призовава венецианския флот на помощ в защита на византийските владения. В замяна на оказаната помощ Венеция получава големи привилегии в търговията из цялата Византийска империя – освободена е от всякакви мита и данъци. Венецианците получават право и на свой квартал в Константинопол. Въпреки това венецианско-византийските отношения са обтегнати и скоро прерастват във взаимна омраза. Византийският император окуражава конкурентните търговци от Генуа и Пиза да участват на византийските пазари, а венецианците в отговор разрушават техните магазини. През 1171 г., за да възстанови реда, императорът нарежда да бъдат арестувани всички венецианци в Константинопол и провинцията и техните стоки да бъдат конфискувани. Нещо повече, доминацията на италианските търговци (известни като латини във Византия) в морската търговия и финансовия живот среща силен отпор от страна на местното население и те стават жертва на масов погром през 1182 г. в Константинопол, като венецианците са сред основните жертви. Отношенията са поправят през 1187 г. и отново през 1198 г., но венецианците се чувстват засегнати.

### Участие в кръстоносните походи и съперничество с Генуа
Много по-голямо значение за отваряне на допълнителни търговски маршрути играят кръстоносните походи, първият от които започва през 1096 г. и достига Сирия през 1099 г. Започва основаването на кръстоносните държави в Светите земи и към тях се насочват поклонници и търговци. Венеция е в много добра позиция да заеме ключово място в търговията с предоставените и привилегии от страна на Византия, но скоро се изправя пред конкуренцията на другите две италиански морски републики Генуа и Пиза. Те демонстрират своята обединена мощ през XI век, когато успяват да опазят Сардиния и Корсика от мюсюлманските атаки. Впоследствие и двата града доминират в търговията в западното Средиземноморие. Генуа играе важна роля в кръстоносните походи, като установява търговски връзки с Леванта и директно конкурира Венеция. Това води до продължителни войни между двете с променлив победител.
Венецианците участват активно в заселването на крайбрежните градове на Светите земи, например през 110 г. дож Орделафо Фалиеро лично командва венецианска флота от 100 кораба в помощ на крал Балдуин I при завземането на Сидон. През 1123 г. те получават на практика автономия в Йерусалимското кралство с т.нар. Pactum Warmundi.
През XII век Венеция построява голяма корабостроителница, станала известна като Венециански арсенал. Това дава възможност за построяване на нова мощна флота и завземане на контрола над източното Средиземноморие. В помощ на търговията е създадена и първата борса.
Венеция е помолена да осигури транспорта на Четвъртия кръстоносен поход, но когато кръстоносците срещат затруднения с плащането на уговорената сума дож Енрико Дандоло предлага отсрочване на плащането в замяна на тяхната помощ във връщането на Зара (днес Задар), чиито жители са се разбунтували срещу венецианците през 1183 г. След като превземат града през 1202 г. кръстоносците се насочват към Константинопол. Прогоненият от Константинопол млад византийски принц Алексий IV Ангел, който иска да си върне императорския престол, им обещава значителна сума пари, 10 000 византийски войници, които да се включат в похода, 20 византийски кораба за транспорта към Египет и да поддържа в Светите земи 500 рицаря.
Кръстоносците се съгласяват и връщат Алексий на престола след като превземат Константинопол с обсада (1204 г.), но той не изпълнява обещанието си. Настъпват размирици, в Константинопол жителите започват бунт и избиват част от латинците, живеещи в града (подобно на април 1182 г.). Кръстоносците и венецианците влизат в града и за да си отмъстят, нападат джамия, опожаряват голяма част от града („Великият пожар“ 19 – 21 август 1203 г.) и го разграбват. Венецианците си тръгват с богата плячка от пари, икони и предмети на изкуството, сред тях и прочутата четворка бронзови коне, които днес са на Сан Марко.
Византия е унищожена и в последвалото разделяне на земите на Ромейската империя Венеция получава стратегически територии в Егейско море, сред които островите Крит и Евбея. Архитектурата на някои днешни градове, например Ханя на Крит, е основно венецианска. Егейските острови формират херцогство Наксос, васал на Латинската империя.
През 1241 г. Венеция сключва търговски договор с Монголската империя.
Продължава съперничеството с Генуа: през 1295 г. венецианска флота от 68 кораба атакува генуезката флота в Алексендрета, а четири години по-късно са изпратени 100 кораба срещу генуезците. През 1304 г. Венеция и Падуа водят кратка „война за солта“ с венецианска победа и утвърждаване на монопола в търговията със сол.
В средата на XIV век унгарският крал Лайош I Велики прави опит да превземе Зара, но безуспешно. Той създава съюз с редица венециански врагове, Франческо I да Карара, господар на Падуа, Николаус, патриарх на Аквилея и брат му император Карл IV на Свещената Римска империя и др. и войските им превземат Градо и Муджа. В Далмация атакуват Зара, Трогир, Сплит и Дубровник и Венеция е принудена да се изтегли от Далмация и да я отстъпи на Унгарското кралство със Задарския мир от 1358 г.
От 1350 до 1381 г. се възобновяват войните с генуезците. Въпреки че първоначално губят, венецианците разбиват генуезкия флот в битката при Киоджа през 1380 и запазват доминацията си по море в източното Средиземноморие.

### Патрициат
Венецианската аристокрация е сравнително отворена социална категория: първите патриции са преките потомци на първите трибуни и техните магистрати; към тях са добавят семействата, които активно и преди всичко икономически участват във войната за Киоджа (1378 – 1381), и по-късните Кандийска война (1645 – 1669) и Морейска война (1684 – 1699). През 1774 г. всички тези благороднически домове от континенталните владения на Венеция също са добавени към Златната книга на аристокрацията. Аристокрацията не е само класа от привилегировани хора, но и професионални държавни служители и всички те биват образовани – най-богатите в Падуанския университет, а обеднялата аристокрация (барнаботи) се обучават безплатно на о-в Джудека. За да се предотврати концентрацията на власт, да се осигури текучество и да се позволи на най-голям брой аристократи да работят, всички тези позиции са краткотрайни, често продължават само година и често са лошо платени. Благородниците нямат право да имат връзки с чужденци, да напускат границите на републиката, да искат помилвания и да раздават пари; дворянството се запазва и след съдебни обвинения и предателство към родината.
Създават се и закони: при управлението на Якопо Тиеполо през 1242 г. са урегулирани гражданските и икономическите отношения, а през 1239 г. е прието морско законодателство. Броят на изборните членове на Висшия съвет нараства от 45 на 60 и после на 100. Съветът на 40-те (Quarantia; споменат за първи път през 1223) получава право да раздава правосъдие, а Consiglio dei Rogati (60 члена; основан в средата на XIII век), натоварен с контрол над икономиката, с времето възприема и законодателни функции и почетната титла Сенат.
Между 1290 и 1300 са приети закони, даващи право на участие в управлението на фамилиите, традиционно упражняващи магистратски задължения. Това е наречено „затваряне на Висшия съвет“ (serrata del Maggior Consiglio) и всеки, който се стреми към власт, но не принадлежи към патрициата, трябва да се осланя на народа. Това е почти невъзможно поради тесните икономически връзки с патрициите и няколко конспирации се провалят. Така е създадена управляваща класа, която силно се различава от останалите италиански комуни или от континенталните държави. За да се избегне рискът от авторитарно управление е създаден Съвет на десетте (1310), който да брани съществуващия режим.

## Апогей и континентална експанзия през XV век
Венецианската победа над Генуа през 1381 г. е извоювана в същото време, когато Османската империя се образува в Мала Азия и се насочва към Европа, където завоюва Адрианопол. Венецианците са принудени да договорят неутралитет с нея и да потърсят компенсация на намаляващата търговия с Ориента. Те се насочват към континентална Италия с цел да се отърват от съседните им враждебни господари и да се възползват от богатите новопридобити земи. За известен период от време Венеция владее на континента само територията между реките Минчо и Ливенца, но отвъд Ливенца е важното княжество на патриарха на Аквилея, през което минават основните пътища към Германия и Истрия, а контролът над тях е необходим за гарантиране на безопасността на пътуващите търговци.
В началото на XV век венецианците продължават да разширяват владенията си в Северна Италия чрез война с Падуа и установяват окончателен контрол над далматинския бряг, където са назначени като управители венециански патриции, например граф Филипо Стипанов в Зара. Към 1410 г. Венеция притежава флот от около 3 300 кораба (с 36 000 души екипаж) и владее по-голямата част от прилежащите ѝ територии на континента, включително важни градове като Верона и Падуа.
Положението в Далмация е уредено през 1408 г. чрез примирие със Сигизмунд Люксембургски. След края му обаче Венеция нахлува в Аквилея и подчинява Трогир, Сплит, Дурас и други далматински градове и така консолидира адриатическите си владения.
Управлението на Франческо Фоскари (1423 -1457) бележи апогея на Венецианската република. При избирането му Висшият съвет постановява окончателното премахване на народното събрание Кончо и по този начин публичните органи спират да се позовават на древната комуна. Дожът приема титлата Светлейши принц и с него върховният председателстващ орган на държавните събрания започва да се нарича Серенисима Сеньория, докато цялата държава става Серенисима Република („Светлейша република“)
Фоскари продължава експанзията в Ломбардия и Венето: през 1426 г. влиза във война срещу Миланското херцогство. През юли 1427 г. е битката при Кремона, на 17 октомври 1427 г. е битката при Маклодио. Венеция, под командването на Франческо Бусоне, граф на Карманьола, разширява границата си до река Ада, завладявайки ломбардските градове Бергамо, Бреша, Крема и териториите на Вал Камоника, които по-късно съставляват венецианска Ломбардия.
В същото време, възползвайки се от слабостта на умиращата Византийска империя, османците обсаждат Солун по суша. С надеждата да го спаси от ръцете на неверниците деспот Андроник Палеолог го отстъпва на венецианците. Знамето на Венеция е издигнато на 14 септември 1423 г., но след осемгодишна блокада Солун пада през 1430 г..
Разтревожен от нарастващата мощ на Османската империя, през 1438 г. дожът любезно приема византийския император Йоан VIII Палеолог, който пристига на Запад в отчаяно търсене на помощ. На събора във Флоренция е провъзгласена уния на Православната църква с Католическата. Официално унията е сключена между папа Евгений IV и император Йоан VIII Палеолог и общата им цел е нов кръстоносен поход, организиран от папата срещу османските турци, вече сериозно заплашващи Константинопол с превземане. Папата действително успява да уреди военна подкрепа под формата на Варненски кръстоносен поход.
Междувременно военната ситуация в Бреша, която е под обсада от миланците, се изостря. През 1439 г. Републиката е принудена да планира колосално начинание (Galeas per montes – кораби през планините), за да транспортира по суша две галери (40 м дълги и тежащи по 250 тона всяка) и 25 други по-малки кораба от река Адидже до Роверето и до Лаго ди Гарда, за да се притекат на помощ на обсадения град.
През 1441 г. мирът от Кремона потвърждава венецианското владение на Пескиера, Бреша, Бергамо и част от района на Кремона. През същата година Републиката придобива папска Равена, Римини, Фаенца, Имола и Чезена, както и трентинско Роверето. През 1444 г., побеждавайки окончателно пиратите неретляни, Венеция завладява тяхната крепост в Омиш. Няколко години по-късно е завладян о-в Егина. През 1445 г. Венеция официално слага край на светската власт на Аквилейската патриаршия и я присъединява към континенталните си владения. Със смъртта на Филипо Мария Висконти в Милано през 1447 г. династията Висконти е свалена и е заменена от Амвросианска република. Венеция се възползва от това, за да окупира Лоди и Пиаченца, враждебно настроени към новото миланско правителство, което пък призовава на помощ кондотиера Франческо I Сфорца. След първоначалните си успехи над венецианците в битката при Монте ди Брианца и Битката при Караваджо обаче Сфорца се обръща срещу Амвросианската република и превзема Милано на 22 март 1450 г. след дълга обсада. Войните в Италия приключват на 19 април 1454 г. с мира от Лоди, който признава Сфорца за владетел на Милано и венецианската граница по река Ада.
Въпреки успехите на Изток и Запад, когато султан Мехмед II превзема Константинопол на 29 май 1453 г., венецианският свят се променя радикално. За да накаже венецианците от Константинопол за помощта, оказана на защитниците на града, султанът нарежда байло Джироламо Миното, неговият син и знатните венецианци да бъдат обезглавени, след това хвърля други венециански търговци в затвора и продава останалите колонисти в робство. На 18 април 1454 г. едновременно с мира от Лоди, Венеция подписва мирен договор с турците, който възстановява търговските им привилегии, които са били в сила при византийците, и си връща гръцките острови Скирос, Скиатос и Скопелос.

### Борба с Османската империя
През 1463 г. османците атакуват Аргос, предизвиквайки Първата венецианско-турска война. След това Републиката търси съюзници на Запад, съюзявайки се с краля на Унгария Матяш Корвин. Единствено папа Пий II обаче желае да я изслуша и предоставя флот и въоръжен контингент. В опит да спре османския натиск, Венеция сключва съюз с бея на туркменския Ак Коюнлу. Дож Кристофоро Моро пристига в Анкона на 12 август 1464 г., за да се срещне с папата, но внезапната смърт на Пий II на 15 август го кара да се завърне у дома. Междувременно в Ориента венецианският флот форсира Дарданелите, предизвиквайки турците и избягвайки на косъм войната с хоспиталиерите в Родос, нападнали венециански кораби с мавритански търговци. Командирът Веторе Капело завладява Модоне, Имброс, Тасос, Самотраки и за кратко време самата Атина, подтиквайки княз Скендербег в Албания да се опълчи срещу турците, които напредват в Европа и през 1469 г. заплашват Истрия. След смъртта на Скендербег Венеция окупира Круя. През 1470 г. османците предприемат контраофанзива: султан Мехмед II обсажда Негропонт, като построява понтонен мост, за да я свърже с континента. Нерешителността на генералния капитан на морските владения на Венеция Антонио да Канал, който не се решава да атакува кордона от лодки, причинява падането на града на 12 юли. Негропонт и населението му са унищожени: байло Марко Ерицо е съссечен. Венецианците търсят съюз и с други европейски сили и шаха на Персия, но получават малка подкрепа и се ограничават със спорадични атаки на Анталия, Халикарнас и Смирна. Венецианците продължават съюза на изток срещу османците с Узун Хасан, следващият бей на Ак Коюнлу. Той създава огромна империя, простираща се над Месопотамия, Персия и Хорасан. Въпреки това Узун Хасан скоро е победен от османците при Терджан и е принуден да се оттегли в собствените си владения. Междувременно неуспешен бунт на 14 ноември в Кипър срещу Катерина Корнаро, подстрекаван от благородници, лоялни на краля на Неапол Фердинанд I Трастамара, кара Венеция да изпрати флота, за да си върне контрола над острова.
Османците завоюват Пелопонес и атакуват континенталните владения, приближавайки Удине. В Албания, героичната съпротива на Скутари кара османците да отстъпят. Загубила голяма част от Цикладите и целия остров Евбея, на 25 януари 1479 г. Републиката, изтощена и неспособна да продължи неравната борба, подписва унизителен мир с османците, с който им остъпва Аргос, Негропонт, Лемнос и Скутари и се задължава да им плаща годишно 10 000 златни дуката zecchinno d'oro. Пет години по-късно султан Баязид II потвърждава мирния договор с мирна размяна на островите Закинтос и Кефалония между двете страни.
Веднага след като войната приключва, чумата пристига неочаквано и унищожава по-голямата част от населението на Венеция. След това, през 1480 г., турците окупират неаполитанските острови Левкада и Кефалония в Йонийско море, опожаряват Отранто и създават военно пристанище във Вльора. В същото време напрежението на континента нараства, понеже кралят на Неапол насърчава Ерколе I д’Есте да претендира за притежание на Полезине и да застраши монопола на Венеция в търговията със сол, като създаде нови солници в долините на Комакио. През 1482 г. Републиката сключва съюз с папа Сикст IV и води война срещу Ферара, т. нар. Солна война срещу Флоренция, Неапол, Милано и Ерколе I д’Есте. След разгрома в битката при Кампоморто папата се отмята от съюза. Останала отново сама, Републиката успява да завземе части от Апулия чрез атака по море. В крайна сметка Лудовико Сфорца застава на страната на Венеция и е постигнат мир, подписан в Бреша на 7 август 1484. Венеция увеличава престижа си в Италия, най-вече за сметка на Флоренция. През 80-те години на XV век Венеция води кратки кампании срещу папа Инокентий VIII и ерцхерцог Сигизмунд. Венециански войски се бият и срещу настъпващите войски на Шарл VIII по време на Италианските войни. Съюзът с Арагонската корона и последващото завоюване на Неаполитанското кралство гарантират на републиката контрола върху пристанищата в Апулия, важни стратегически бази за южното Адриатическо море и Йонийските острови.
Въпреки неуспехите срещу турците в края на XV век, със 180 000 жители град Венеция е втори по големина европейски град след Париж и вероятно най-богатият в света. Територията на Венецианската република обхваща над 70 000 km2 с над 2 милиона население (за сравнение, по същото време в Англия живеят 3 милиона, в цяла Италия 11 милиона, Франция 13 милиона и в Свещената Римска империя 10 милиона).
В административно отношение територията на републиката се разделя на три:
1. Dogado (херцогството, подчинено директно на дожа), съставено от островчетата в лагуната и първоначалните територии на континента;
2. Stato da Mar (морските владения), включващи Истрия, венецианските владения в Далмация и Албания, пристанищата в Апулия, венецианските Йонийски острови, Крит, Егейския архипелаг, Кипър и крепости и търговски фортове из югоизточна Европа и Близкия изток;
3. Stato di Terraferma (континенталните владения), включващи Венето, Фриули, Венеция-Джулия, Източна Ломбардия и Романя.

## Венеция в края на XV и XVI век
За нарсналия престиж на Венеция говори фактът, че в заключителните актове на Трентския събор (1563 г.), наред с позоваванията на епископи и короновани глави, има и позоваване на дожа на Венеция, в особения му статут на принц и епископ на църквата „Сан Марко“. През 1489 г. кралица Катерина Корнаро отстъпва остров Кипър на Венеция, като се завръща в родината и получава в замяна феодите Азоло и Маростика. анексирането на Кипър е частична компенсация за колониите, завзети от турците, сред тях и главните крепости на кралство Морея.

### Италиански войни
Междувременно в Италия настъпват политически турбуленции: кралят на Неапол е отлъчен от църквата от папата за неплащане на годишния васален данък и папата дори предлага трона му на френския крал Шарл VIII. Смъртта на Лоренцо Великолепни във Флоренция също е повод за френска намеса. Шарл VIII нахлува в Италия през октомври 1494 г., за да подкрепи рода Сфорца в спора за наследството на Миланското херцогство, покорява Флоренция и през февруари 1495 г. завладява и Неапол. Френската инвазия стряска италианските държави. Водени от Венеция, те се обединяват около папа Александър VI в Свещена лига или „Лигата на Венеция“. Шарл, искайки да избегне попадането в капан на юг, бързо тръгва на север, но на 6 юли 1495 г. в битката при Форново е победен и принуден да напусне Италия. В разпределението на градовете Венеция получава от съюзниците си Кремона, Форли, Чезена, Монополи, Бари, Барлета и Трани. Шарл VIII е така раздразнен, че забранява с едикт на венецианците да търгуват в земите на Франция.
1499 г. е трудна за Венецияː на континента води война за Милано, а по море се бие срещу османците. Освен това във връзка с нарасналите военни разходи  през януари 1499 г. избухва банкова криза и правителството трябва да овладее паниката, предизвикана от поредица от банкови фалити в Риалто. Същата година новият френски крал Луи XII идва в Италия, този път като съюзник на Венеция, и завладява Милано. Турците подновяват войната в Леванта и въпреки поражението им в битката при Сапиенца завладяват Навпакт, Корони, Модони и остатъците от Морея, разпростирайки се и към Далмация.

### Европа и Турция срещу Венеция
Търговската система, върху която Републиката е основала своето богатство, навлиза в непреодолима криза. Венеция не само е загубила достъп до източните пазари, но Великите географски открития са отворили нови търговски пътища и Европа не зависи вече от венецианските търговци. През XVI век венецианската политика трябва да лавира между напредването на османците и натиска на европейските кралства върху италианските държави, за да запази своята политическа, териториална и икономическа цялост.
През 1503 г. господарите на Романя, прокудени от херцог Чезаре Борджия, предлагат да се подчинят на Република Венеция при условие да си възвърнат владенията: Венецианският сенат приема и Републиката завладява Римини, Фаенца и други градове. Това раздразва новия папа – генуезецът Юлий II, който възнамерява да възстанови папското владение на тези земи. Той привлича на своя страна Франция и Свещената Римска империя в съюз срещу Венеция. През 1505 г. Венеция предлага да върне окупираните земи на папата, с изключение на Римини и Фаенца. Междувременно, притеснена от нарастващата търговска криза, на 15 януари 1507 г. създава новата магистратура на Savi alla Mercanzia с цел осигуряване на икономическо ръководство. През същата година папата иска на свой ред връщането на Римини и Фаенца, но този път получава от Сената категоричен отказ.
След това Юлий II насърчава император Максимилиан I Хабсбург, който планира коронационно пътуване до Рим, да атакува Венеция. През 1508 г. венецианската армия, водена от Бартоломео д'Алвиано, побеждава имперската армия, водена от херцог Хайнрих II фон Брауншвайг-Волфенбютел близо до Вале ди Кадоре, при Маурия и Понтеба, завладявайки Кадоре, Гориция и Триест. Порденоне също е принуден да се предаде безусловно през 1508 г. и Венеция го определя като владение на самия Алвиано. Победен, Максимилиан е принуден да поиска примирие.
Вътрешните раздори в Италия я правят примамлива цел за чуждите интереси – испански, френски и немски. През 1508 г. е създадена военната коалиция Камбрийска лига въз основа на съюзнически договор, сключен на 10 декември 1508 г. в град Камбре между Луи XII и Максимилиан I, към който се присъединяват папа Юлий II, арагонският крал Фернандо II, унгарският крал Владислав II и английският крал Хенри VIII. Официалната цел на Камбрийската лига е поход против османските турци, но тя е образувана де факто и против Република Венеция. Войната на Камбрийската лига се води основно във Венето между 1508 и 1511 г. и венецианците търпят поражение и губят територии, но вътрешните разногласия в лигата ги спасяват от по-лоши последици. През 1517 г. договорът от Нойон слага край на войната, като по същество връща нещата към статуквото отпреди конфликта. След като се изплъзва от опасността, Републиката предпочита да води политика на мир и баланс с различните външни сили, за да запази земите си на континента и остатъчните си морски владения, представляващи източник на финансови приходи. Венеция запазва относителен неутралитет и по време на войните между Хабсбурги и Валоа, които са втори етап на Италианските войни, но обхващат и други територии. Този стремеж на Венеция да не се бърка във въпроси, които не я засягат пряко, води до епоха на относителен мир в средата на XVI век, но и до политически и религиозен консерватизъм и икономическа стагнация. Венеция в тези години предприема впечатляващо строителство на частни дворци и публични сгради, довело до монументална трансформация на сърцето на града. През 1551 г. започва реконструкцията на моста Риалто, тогава все още направен от дърво и с подвижен мост, за да позволи преминаването на кораби. Свои проекти представят известни архитекти, които вече са построили различни градски обекти, като Якопо Сансовино, Андреа Паладио и Якопо Барози да Виньоа, но е избран проектът на Антонио да Понте.
Продължават сблъсъците с османците в морските владения на Венеция: през 1533 г. турска военноморска ескадра, внезапно появила се на входа на пристанището Кандия на о-в Крит, е унищожена от венецианците. През 1537 г. султан Сюлейман Великолепни атакува венецианските колонии Корфу, Клиса, Сира, Стампалия, Патмос, Наксос, Андрос и ги превзема; ограбва Егина, обсажда Навплио и Монемвасия и заплашва Крит. Папа Павел III предлага помощ на Републиката, като поверява командването на християнския флот на генуезеца Андреа Дория, но през 1538 г. той е разбит в Превеза от турската флота. Обезсърчена, Венеция се съгласява да отстъпи кралство Морея на османците.
През 1562 г. турците започват да планират нахлуване в Кипър, като събират големи сили на анадолския бряг срещу Кипър. Междувременно сблъсъците между венецианския и турския флот нарастват все повече и повече. На всички венециански кораби е дадена заповед да не напускат пристанищата и да се подготвят за война. Венеция изпраща молби за помощ в цяла Европа и дори до патриарха на Константинопол, за да подтикне Морея да въстане, както и до царя на Русия Иван Грозни, за да атакува турците по суша.

### Загуба на Кипър
Кипърската война (1570 – 1573) се води между Венецианската република, подкрепена от Свещената лига и Османската империя при царуването на султан Селим II. Тя започва с османска инвазия на острова, при която столицата Никозия и няколко други града бързо са превзети от надвишаващата ги значително по численост османска армия; остава непревзета само Фамагуста – главната крепост на острова. Помощта на християнските сили се забавя и Фамагуста е превзета след 11-месечна обсада през август 1571 г. Два месеца по-късно, на 7 октомври 1571 г. се състои морската битка при Лепанто в Патраския залив, в която османският флот е победен, но Венеция не може да се възползва от победата. Османците бързо възстановяват флота си и Венеция е принудена да сключи сепаративен мир, като отстъпва владението на Кипър и плаща на османците 300 000 дуката.
При дож Марино Гримани са издадени множество закони, ограничаващи папската власт, които гарантират максимален държавен контрол върху духовенството. Разтревожена от нарастващата австро-испанска власт в Италия, Републиката решава да подсили източната граница, като създаде огромен град-крепост във Фриули: на 7 октомври 1593 г. е основан град Палманова, сред силни австрийски протести и в страх, че Венеция може да го използва като база за окупиране на графство Гориция.

## Бавен упадък (XVII – XVIII век)
Лишена от сигурния доход, който левантийската търговия ѝ е осигурявала в миналото, сериозно застрашена от османските турци в своите отвъдморски територии, заобиколена от все по-силни и национални европейски сили и преди всичко все по-открито враждебни към нейната автономия, Венецианската република се съсредоточава върху защитата на владенията си, като в същото време тръгва към бавен политически упадък. Ако през XVII век тя все още е валидно ангажирана във войните за защита на своите морски граници и все още е способна не само да се изправи срещу турците в защитата на последната си голяма колония Кандия (о-в Крит), но дори да премине в контраатака със завладяването на Морея, то през XVIII век тя е сведена до италианска регионална сила, все по-укрепена в позиции на неутралитет и защита на съществуващото.

### Венеция срещу Испания
В началото на 1606 г. дож Леонардо Донато е изправен пред папското недоволство, наследено от управлението на предишния дож Марино Гримани. Папа Павел V изисква да му бъдат предадени двама свещеници, обвинени в престъпления от общ характер, които според папата се ползват с имунитет. Донато отхвърля папското искане. и Павел V налага интердикт на Венеция (временна забрана за извършване на църковни дейности). Донато обявява папския интердикт за нищожен и нарежда на духовниците в републиката да не го зачитат. Йезуитите, които не се подчиняват, са изгонени от Венеция и им е позволено да се завърнат чак през 1655 г. Донато остава твърд и непреклонен в решението си и успява да минимизира всички неблагоприятни последици от интердикта. След тежък теологически двубой с папата на 21 април 1607 г. чрез френско посредничество е постигнато споразумение двамата задържани от Венеция духовници да бъдат предадени на Франция, а папския интердикт е отменен.
През 1613 г. Венеция започва война срещу ускоците – християнски бежанци от Босна и турска Далмация, които австрийските Хабсбурги наемат за защита на границите след битката при Лепанто. Те се прехранват с пиратство в Адриатическо море и през 1615 г. опустошават територията на Монфалконе. Влизайки във война с тях, Венеция се оказва във война с ерцхерцогство Австрия и по суша.
Венецианците окупират Кормонс, Аквилея, Червиняно и обсаждат стратегическата крепост Градиска в Графство Гориция. В отговор австрийците настъпват в Истрия и окупират северната ѝ част, в същото време подтикват ускоците да атакуват по море. Австрийската офанзива е подновена през 1616 г. в опит да завладее и Южна Истрия, но безуспешно. Войната за Градиска се подновява през юни 1617 г., когато и австрийският, и венецианският командир падат убити, а замъкът е обсаден и е близо до падане. В този момент във войната се намесва Испания: като неаполитанският вицекрал изпраща ескадра в Адриатическо море, но без да постигне успех. След това, през юли, е разкрито, че маркизът на Бедмар Алфонсо де ла Куева-Бенавидес – испански посланик във Венеция, крои заговор срещу правителството, но е разкрит и изгонен. В този момент Венеция отговаря, като установява контакти с Франция, която предлага да улесни мирните преговори. На 6 ноември в Мадрид е подписан договор, с който статуквото е възстановено, австрийците се ангажират да решат проблема с ускоците, а Адриатическо море е обявено за венецианско море, затворено за всякакви неразрешени военни кораби.
През 1618 г. избухва Тридесетгодишната война, религиозни конфликти, които започват от владенията на австрийските Хабсбурги, разпростират се в цялата Свещена Римска империя и накрая въвличат по-голямата част от Европа. През 1619 г. Венеция се съюзява с Републиката на седемте съединени провинции, влизайки във война с Неаполитанското кралство и въоръжавайки, наред с традиционната Тънка армада от галери, и Голяма армада „Армада Гроса“ (на италиански: Armada Grossa), от ветроходни кораби, наемани от холандци и англичани, за да се бият срещу испанците.
През 1620 г. испанците превземат прохода Валтелина, част от т.нар. Испански път (създаден по време на Осемдесетгодишната война, той е жизнено важен за комуникацията между испанските и австрийските Хабсбурги) (вж. Война за Валтелина), като подбуждат т. нар. „Свещено клане“ между протестанти и католици през юли 1620 г. и придобиват контрол над прохода. Венеция влиза във войната заедно със Савоя срещу испанците. През 1626 г. Венеция също е принудена да преговаря с испанците за мир, признавайки Валтелина като автономна територия под техен протекторат. Това обаче е само временно примирие: през 1629 г. Републиката се намесва отново срещу Испания в споровете около наследяването на херцогство Мантуа, като подсилва флота с наемането на десет кораба, които са включени в Армада Гроса.
През 1630 г. във Венеция се разразява чумна епидемия, пренесена в Италия от ландскнехтите и вероятно пристигнала в града с посланика на Мантуа маркиз Де Стирджис. През октомври Венецианският сенат, по искане на Сеньорията, дава тържествен обет да построи църква в чест на Богородица, за да спре епидемията. Едва през март 1631 г. обаче интензивността на заболяване започва да намалява, което позволява да започне строителството на базиликата „Санта Мария дела Салуте“: изчислено е, че смъртните случаи във Венеция са 98 хиляди, сред които е и самият дож.

### Кандийска война
Продължава съперничеството с османците по море. През 1638 г. флотът от венециански ветроходни кораби се сблъсква близо до османското военно пристанище Вльора с берберски пирати (тогава османски съюзници) и ги разбива, като същевременно бомбардира и града. По-сериозен повод за подновяването на войната с османците възниква през 1644 г., когато хоспиталиерите нападат османски конвой, натоварен с поклонници, който пътува от Константинопол към Александрия. Малтийската флотилия спира в пристанище на о-в Кандия (Крит), за да се снабди с припаси. Турците смятат приемането им за открито враждебно действие. През 1645 г. Високата порта събира армия от 50 000 души и 416 кораба, уж за да проведе наказателна експедиция в Малта, но за ужас на венецианците турският флот внезапно се появява на 23 юни 1845 г. пред пристанището-крепост Ханя на Крит. По време на продължителната Критска война (1645 – 1669) османците бързо превземат по-голямата част от острова, но обсадата на Кандия продължава 21 години: от 1648 до 1669 г.
Подписването на Пиренейския договор през 1659 г. слага край на войната между Франция и Испания. Това позволява Венеция да получи нова помощ от християнските държави. Венецианците дори акостират в Мореа, превземайки Каламата, но скоро се оттеглят, за да се концентрират върху отбраната на Кандия. През 1666 г. е изпратена венецианска експедиция за отвоюване на Крит, но без успех. През 1667 г. самият велик везир пристига в Кандия, за да ръководи военните операции. В града се стичат доброволци от цяла Европа и макар че Кандия е почти напълно унищожена и обезлюдена, тя все още е способна да устои на непрекъснати бомбардировки и атаки, докато не е подписан мирен договор на 5 септември 1669 г. Венеция губи 134 млн. дуката и 30 000 мъже в конфликта, а турците – 80 000 войници и сума от няколко милиона в начинание, което е трябвало да продължи едва няколко месеца. Последните венециански крепости на Крит са превзети от турците през 1715 г. по време на последната Венецианско-турска война (1714-1718).

### Морейска експедиция
След падането на Кандия венецианското присъствие в Източното Средиземноморие е сведено само до Йонийските острови, но когато избухва войната между Австрия и Османската империя и турците обсаждат Виена, Венеция се подготвя да воюва отново в старите си води. Затова през 1684 г., за да отблъсне османците, Венеция се включва в нова Свещена лига заедно със Свещената Римска империя, Жеч Посполита, Московското царство и други християнски държави. Франческо Морозини, последният защитник на Кандия, е назначен за генерален капитан на морските владения, докато венецианският байло на Константинопол бързо напуска града: за първи и единствен път Венеция първа обявява война на Високата порта. Турските територии в Далмация са атакувани, докато съюзниците морлаци проникват в Босна и Албания. Венецианският флот превзема Левкада (Санта Маура), което позволява на морската пехота да завладее Превеза (29 септември) и Месолонги. През 1685 г. венецианците превземат остров Корони, напредвайки навътре в Месения и Мани.
През 1686 г. година пристигат подкрепления от Папската държава, Велико херцогство Тоскана и Малта. Превзети са Модони, Аргос, Коринт и Навплио. Въпреки чумната епидемия през 1686 г. падат и Патра, Рион, Антирио и Навпакт, което обръща турците в бягство. След като Морозини превзема през август и Мистра, кралство Морея минава под пълен венециански контрол. Венецианците се преместват в Централна Гърция, където превземат Елевсина и се насочват към Атина, където обсаждат Акропола от 23 до 29 септември. Турците са използвали камъните от храма на Атина Нике, за да построят отбранителен бастион, а Партенонът е използван като склад за боеприпаси. При обстрела той е поразен от венециански снаряд и вечерта на 26 септември избухва, като взривът разрушава покрива. Превъзходството на турската кавалерия в Атика обаче прави невъзможно задържането на града, който венецианците изоставят през април 1687 г.
През 1688 г. Морозини е избран за дож. Той остава на бойното поле и организира обсада на Негропонт (Евбея), но през октомври е принуден да вдигне обсадата и да се завърне във Венеция.
Свещената лига бележи победи в Унгария и султан Мехмед IV е свален от престола в полза на своя брат Сюлейман II. Сюлейман II, възползвайки се от войната на Големия съюз, която включва Австрия на два фронта, продължава да контраатакува. Венецианците атакуват Вльора, която пада на 18 септември. През 1692 г. нападат и Крит, където подлагат Кандия на обсада, а местното население вдига въстание. То обаче се проваля, което води и до загубата на венецианската крепост Грабуза. Надявайки се да възобнови завоеванията си в Гърция, самият Морозини, въпреки напредналата си възраст, се завръща през 1693 г., но умира на 16 януари 1694 г. в Навплио.
Морозини е наследен като военачалник от Дзено, който, против дадените му съвети, започва експедиция срещу богатия о-в Хиос: венецианците лесно го превземат, но след суровия отговор на турците са принудени да отстъпят. Малки сблъсъци има впоследствие през 1695 г. на Андрос, през 1696 г. на Лемнос и през 1697 – 1698 г. на Самотраки. През 1699 г. войната завършва с Карловицкия мир, който постановява победата на Свещената лига и отстъпването на кралство Морея на венецианците: това е последната голяма кампания за разширяване на Венецианската република и последната ѝ голяма победа.

### Венеция през XVIII век
Въпреки желанието на Венеция да остане настрана от войните, които бушуват в Европа в този период, през 1714 г. Републиката е принудена отново да се изправи срещу османците в последната седма османско-венецианска война (наричана и Втора морейска война), която трае до 1718 г. Войната заварва Републиката неподготвена политически и военно: Мореа и последните егейски колонии скоро падат. Единствените забележителни успехи са успешната отбрана на остров Корфу през 1716 г. и блокирането на набезите в Южна Далмация. Венеция е спасена от по-голямо поражение благодарение на намесата на австрийските Хабсбурги, чиито победи водят до подписването на договора от Пожаревиц през 1718 г., според който Венеция признава загубата на Морея и запазва само Йонийските острови и владенията си в Далмация. През 1721 г. границата на Далмация е окончателно стабилизирана с определянето на т. нар. „Линия „Мочениго“.
През 30-те години на XVIII век Венеция става известна в цяла Европа като град на удоволствията и развлеченията, както и като град на културата, благодарение на свободата на мисълта, гарантирана от Републиката срещу църковната намеса. Започвайки от 1736 г., благодарение на въвеждането на нови видове кораби, наречени „ати“, с по-малък екипаж и много оръдия за отбрана, икономиката се подобрява значително. Благодарение на предимствата, донесени от политиката на неутралитет в европейските конфликти, търговците от Венеция търгуват свободно с всички страни
През 1764 г. е ратифицирана Конвенцията от Остиля, която окончателно решава вековния въпрос за западните граници на републиката към австрийските владения в района на Милано. През тази епоха Венеция е засегната от сериозна икономическа криза, срещу която се правят опити да се реагира чрез обнародване на закони за ограничаване на лукса, които обаче не намират реално приложение. Наложена е данъчна реформа, за да се преразпредели натискът върху гражданите и вътрешните мита са премахнати. Същевременно е направен опит за съживяване на търговията, като се предприемат действия срещу берберските пирати. За тази цел е изпратена венецианска експедиция през 1766 г. срещу Триполи, която принуждава местния господар да сключи търговски споразумения с Републиката. Търсени са и други споразумения – с Тунис, Мароко, Руската империя и с Америка.
През 1767 г., като част от подобряването на отношенията с Австрия, Венеция е посетена от Карл Евгений фон Вюртемберг, последван през 1769 г. и 1775 г. от самия император Йозеф II. През 1782 г. градът е посетен от Павел I от Русия и от папа Пий VI. През 1784 г. е ред на Густав III от Швеция. Въпреки тези важни визити венецианската политическа сила на европейската сцена намалява все повече. През 1785 – 1786 г. венецианският флот води война за последен път: под командването на Анджело Емо са бомбардирни Сфакс, Тунис и Бизерта, окончателно слагайки край на заплахите на берберските пирати за остатъчната венецианска търговия.
XVIII век се характеризира с разпространението на типичния за Просвещението във Франция литературен салон. В тези салони се провеждат литературни и политически дебати, водят се романтични разговори и се играят карти. Макар че тези салони подкрепят революционните идеи, те не са на страната на Френската революция. В този период Републиката все още блести в културата с Антонио Вивалди в музиката, Карло Голдони в литературата и Джовани Батиста Тиеполо и Каналето в живописта.

## Край на Венецианската република
На 9 май 1789 г. е избран последният дож: фриуланецът Лодовико Манин. При избирането му се носи слухът: „Избраха за дож фриуланецǃ Републиката е мъртваǃ“ Това е годината на Френската революция и нейният отзвук се разпространява в цяла Европа, достигайки и до Венеция. Общественият живот е разтърсен от вътрешнополитическите вълнения, провокирани от революционните идеи. Правителството, въпреки че отстоява твърдо консервативни позиции, не е в състояние да осигури ефективен отговор на исканията за обновление, нито напълно да задуши недоволството, което се разпростира по-специално сред средните класи. Когато през април 1796 г. в Италия нахлуват френски войски, ситуацията във Венеция е напрегната поради вътрешните вълнения, дължащи се на исканията за повече демокрация и свобода.
Командването на френската армия в Италия е поверено на младия генерал Наполеон Бонапарт, който превзема кралство Сардиния и австрийските владения в Северна Италия, влизайки в Милано на 15 май. Венеция веднага обявява неутралитет въпреки австрийските молби за помощ, ограничавайки се до назначаването на извънреден генерален суперинтендант за континенталната част, за да засили контрола над провинциите. Този неутралитет обаче е нарушен: първо от отстъпващите австрийски войски, които се оттеглят към Тирол през нейна територия, а след това, на 30 май, и от Наполеон, който прекосява река Минчо, за да преследва австрийците. Така районът става театър на военни действия. Желаейки да не провокира французите, на 1 юни генералният суперинтендант дава съгласие те да влязат в крепостта на Верона и в други градове, придружавайки това с подобна отстъпка и за австрийците. Навсякъде отношенията между венецианските войски, френските окупатори и местното население са изострени, като присъствието на революционната армия вълнува духовете на якобинските симпатизанти в Италия. Сенатът на Венеция нарежда оттеглянето на флота и набирането на териториална милиция. Назначен е генерален суперинтендант на Лагуните и Лидо, който да осигури защитата на Догадо. В същото време Венеция протестира по дипломатически път пред Директорията в Париж и двора във Виена. След като австрийските зимни контраофанзиви се провалят и хабсбургската крепост Мантуа е превзета, французите подтикват към бунт в Бергамо на 13 март и в Бреша на 18 март. На 27 март те се намесват съвсем открито, като предизвикват бунт в Крема и на 31 март обстрелват Сало, който се надига в защита на Републиката. Французите стават все по-агресивни и арогантни, открито заплашвайки да попречат на операциите за възвърщане на градовете, наредени от Венеция.
На 17 април Наполеон подписва предварително примирие в Льобен с император Франц II, обещавайки му предаването на континенталните венециански владения. Същия ден, въпреки прокламациите на дожа, призоваващи за спокойствие, Верона се надига, принуждавайки французите да се затворят в крепостите. На 20 април французите, въпреки че съществува забрана за влизане на военни кораби в пристанищата на Републиката, се опитват да тестват защитата на Венеция, като изпращат фрегатата „Освободителят на Италия“, за да форсира пристанището на Лидо: в отговор мощната артилерия от форт „Сант Андреа“ унищожава кораба. Правителството на Венецианската република обаче не успява да се възползва от моментното предимство и все още се надява да избегне открит конфликт, като отказва да мобилизира армията и да изпрати подкрепления във Верона. На 24 април тя е принудена да се предаде. Отказът от въоръжена защита позволява на Наполеон лесно да се установи в Маргера, на Венецианската лагуна, откъдето на 2 май той официално обявява война на Венеция. Републиката все още разполага с цялата си мощна флота, военни гарнизони в града и отвъд морето, и най-решените да се съпротивляват канят дожа да отстъпи в Задар, от където да координира отбраната. Въпреки това сутринта на 12 май, сред слухове за заговори и предстояща френска атака, Висшият съвет се събира за последен път. Въпреки че на сесията липсва кворум, дожът призовава патрициите да капитулират с надеждата да спестят по-нататъшни страдания на населението.
Публичното обявяване на решението обаче предизвиква бунт. С викове „Да живее Свети Маркǃ“ и „Да живее републикатаǃ“, гражданите се опитват да възстановят републиката, атакувайки домовете и имуществото на якобинските привърженици. Магистратите, страхувайки се от безредици, ги потушават със сила, дори стрелят с артилерийски снаряди в Риалто и установяват нощни патрули при арсеналите. На 13 май дожът, вече едноличен господар на държавата за първи път от векове, издава окончателните прокламации, за да определи прехода на властта към временен орган на управление. На 14 май властта преминава, както е установено, към временното правителство, което кани французите да влязат в града. Те влизат във Венеция на 15 май, докато Лодовико Манин напуска Венеция, за да се оттегли в семейната си резиденция.
На 17 октомври 1797 г. Австрия е принудена да капитулира с подписването на Кампоформийския мирен договор, с който приключва Войната на първата антифренска коалиция. С него тя признава загубата на Австрийска Нидерландия и допуска ликвидирането на Венецианската република, чиито владения си поделя с Франция.

## Обяснителни бележки
1. ↑  Кипър става официално венецианска територия през 1489 г. след абдикацията на Коронаро и договор с египетския султан